# Michal Milotinský
Michal Milotinský (* 25. Februar 1990 in Jindřichův Hradec, Tschechoslowakei) ist ein ehemaliger tschechischer Eishockeyspieler, der in seiner Karriere vor allem in der zweiten und dritten tschechischen Spielklasse aktiv war.

## Karriere
Michal Milotinský begann seine Karriere als Eishockeyspieler in seiner Heimatstadt in der Nachwuchsabteilung des KLH Vajgar Jindřichův Hradec, für dessen U20-Junioren er in der Saison 2006/07 aktiv war. Anschließend spielte er zwei Jahre lang für die U20-Junioren des BK Mladá Boleslav, ehe er gegen Ende der Saison 2008/09 für seinen Heimatverein KLH Vajgar Jindřichův Hradec in der drittklassigen 2. Liga spielte. In der Saison 2009/10 gab der Flügelspieler sein Debüt im professionellen Eishockey, als er für den KLH Chomutov und den SK Kadaň in der zweitklassigen 1. Liga spielte. Die Spielzeit beendete er jedoch erneut beim KLH Vajgar Jindřichův Hradec in der 2. Liga.  
Zur Saison 2010/11 unterschrieb Milotinský einen Vertrag beim finnischen Verein Kärpät Oulu, für dessen Profimannschaft er am 11. August 2010 in der in der Saisonvorbereitung ausgetragenen European Trophy beim 3:2-Heimsieg gegen den österreichischen Vertreter EC Red Bull Salzburg sein Debüt gab. Im weiteren Saisonverlauf absolvierte er als Leihspieler ebenfalls eine Partie für Kiekko-Laser in der zweiten finnischen Spielklasse, der Mestis. Anschließend kehrte er zu seinem Heimatverein zurück.
Zwischen 2012 und 2014 war er für den HK Beibarys Atyrau in Kasachstan aktiv, anschließend absolvierte er eine weitere Spielzeit für seinen Heimatverein, ehe er seine Karriere 2015 beendete.